# Gemünden (Wohra)
Gemünden (Wohra) är en stad i Landkreis Waldeck-Frankenberg i Regierungsbezirk Kassel i förbundslandet Hessen i Tyskland.
De tidigare kommunerna Grüsen, Herbelhausen, Lehnhausen och Sehlen uppgick i Gemünden (Wohra) 31 december 1971. Kommunerna Ellnrode och Schiffelbach uppgick i staden 1 januari 1974.